# 張九齢

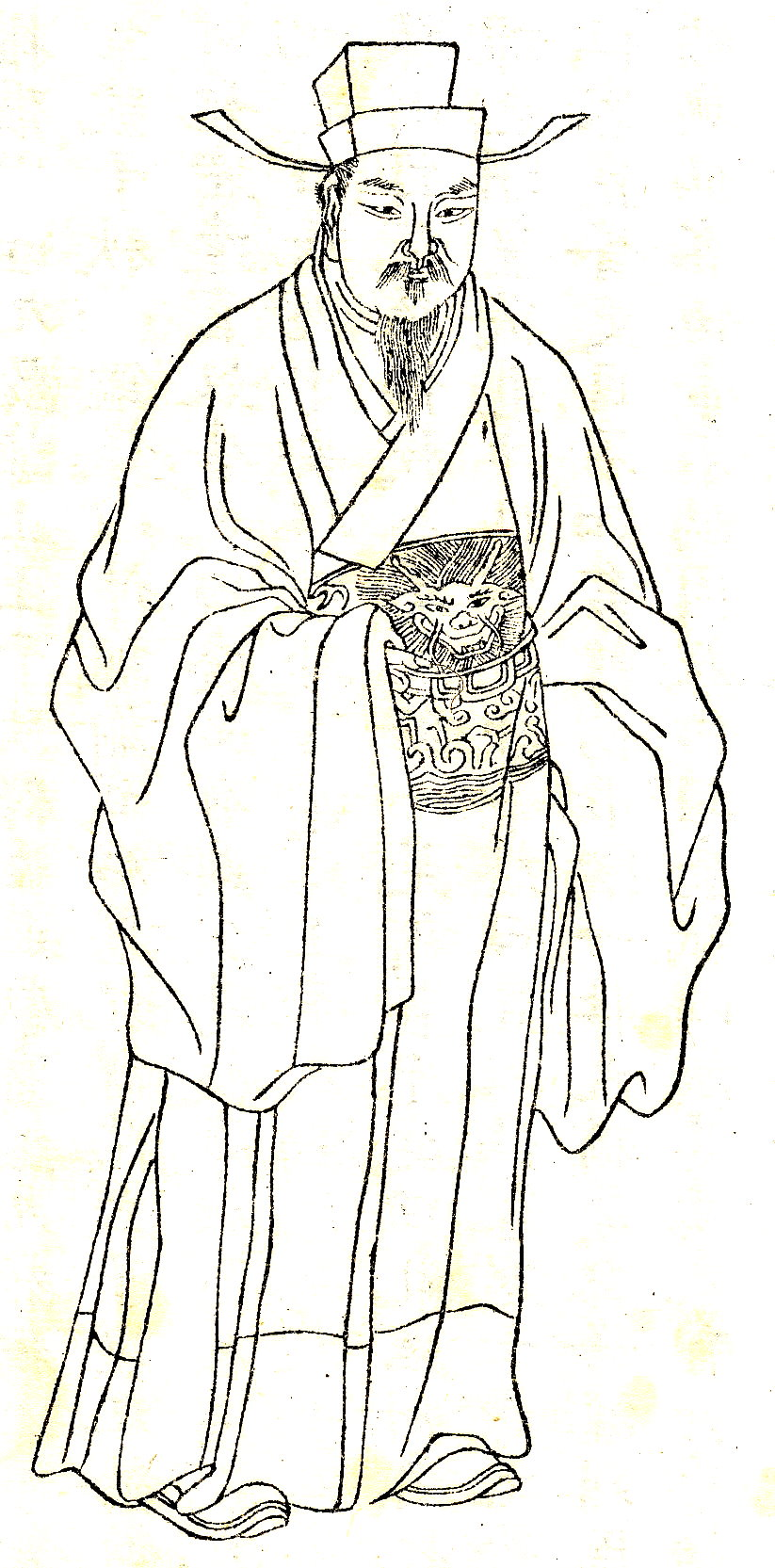
張九齢・『晩笑堂竹荘畫傳』より

張 九齢（ちょう きゅうれい、儀鳳3年（678年） - 開元28年5月7日（740年6月5日））は、中国唐代中期の政治家・詩人。字は子寿。諡は文献。韶州曲江県の出身。則天武后の長安2年（702年）に進士に及第し、玄宗の信任を得、宰相の張説に引立てられた。

## 略歴
長安2年（702年）に進士に及第し、寒門の出ではあったが宰相の張説に認められて校書郎・右拾遺・中書侍郎を歴任し、玄宗の開元21年（733年）以降は尚書右丞相の任にあたった。科挙官僚であったため李林甫などの貴族官僚と仲が悪く、のち玄宗の皇太子問題を巡って李林甫と衝突し彼の巧妙な政略を前にして破れ荊州に左遷された。しかし玄宗はそれでもなお張九齢を高く評価しており、官を辞した後は故郷に帰り文学史書に親しんだ。安禄山の「狼子野心」を見抜き、「誅を下して後患を絶て」と玄宗に諫言した人としても知られる。「開元最後の賢相」として名声高く、孟浩然や王維に希望を託されたこともある。王夫之はその『読通鑑論』のなかで「貞観の時には才臣はいたが、清廉な者はいなかった。ただ開元の時に出た宋璟・盧懐慎・張九齢は清貞という徳を以て宰相に昇った。張九齢は清にして和、名声を追わず富を絶ち、朝廷に廉恥の心を知らせ、開元の世を盛んにした」と絶賛している。

## 詩
陳子昂の詩と並んで「神味超逸」の風があり、阮籍の「詠懐詩」の流れをくむ「感遇詩」12種の連作や「望月懐遠」が有名。著作に『張曲江集』20巻がある。
| 自君之出矣 |                                    |
| 自君之出矣 | 君のいでしより                     |
| 不復理残機 | また残機（ざんき）を理（おさ）めず |
| 思君如満月 | 君を思えば満月の                   |
| 夜夜減清輝 | 夜夜に清輝を減ずるが如し           |

| 照鏡見白髪 |                             |
| 宿昔青雲志 | 宿昔 青雲の志               |
| 蹉跎白髪年 | 蹉跎（さだ）たり 白髪の年   |
| 誰知明鏡裏 | 誰か知らん 明鏡の裏（うち） |
| 形影自相憐 | 形影 自ら相憐まんとは       |

| 望月懐遠   |                                    |
| 海上生明月 | 海上 明月 生じ                     |
| 天涯共此時 | 天涯 此の時を 共にす               |
| 情人怨遥夜 | 情人 遥夜（ようや）を 怨み         |
| 竟夕起相思 | 竟夕（きょうせき） 起きて 相い思う |
| 滅燭憐光満 | 燭を滅するままに 光の満つるを 憐み |
| 披衣覚露滋 | 衣を披（はお）りて 露の滋きを 覚ゆ |
| 不堪盈手贈 | 手を盈（み）ちて贈るを堪えず       |
| 還寝夢佳期 | 還た寝て佳期（かき）を夢みん       |

## 伝記史料
- 『旧唐書』巻99 列伝第49 張九齢伝
- 『新唐書』巻126 列伝第51 張九齢伝